# Затишье (Ветковский район)
Затишье (бел. Зацішша) — посёлок в Столбунском сельсовете Ветковского района Гомельской области Белоруссии.
На юге — торфяной заказник.

## Административное устройство
До 11 января 2023 года входил в состав Малонемковского сельсовета. В связи с объединением Столбунского, Малонемковского и Яновского сельсоветов Ветковского района Гомельской области в одну административно-территориальную единицу — Столбунский сельсовет, включен в состав Столбунского сельсовета.

## География

### Расположение
В 35 км на северо-восток от Ветки, 57 км от Гомеля.

## Транспортная сеть
Транспортные связи по просёлочной, затем автомобильной дороге Светиловичи — Гомель. Планировка состоит из криволинейной улицы, ориентированной с юго-запада на северо-восток. Застройка двусторонняя, деревянная, усадебного типа.

## История
Основан в начале XX века переселенцами из соседних деревень. В 1926 году в Малонемковском сельсовете Светиловичского района Гомельского округа В 1930 году организован колхоз. Во время Великой Отечественной войны 10 жителей погибли на фронте. В 1959 году в составе совхоза «Северный» (центр — деревня Малые Немки).

## Население

### Численность
- 2004 год — 16 хозяйств, 24 жителя.

### Динамика
- 1926 год — 42 двора, 245 жителей.
- 1940 год — 81 двор.
- 1959 год — 78 жителей (согласно переписи).
- 2004 год — 16 хозяйств, 24 жителя.